# Котроманичи
Котроманичи или Котромани (на босненски: Kotromanići) са средновековна босненска кралска династия владетели на Босна (1254 – 1314; 1322 – 1463).

## Приезда I, Приезда II, Стефан I, Стефан II (1254 – 1314; 1322 – 1353)
Първият известен неин представител, бан Приезда I (1254 – 1287), вероятно е потомък на германски заселници в Босна, както сочи и името му. Баща е на двама синове: Приезда II (1287 – 1290) и Стефан I Котроманич, които след смъртта му поемат едновременно властта над страната. След като Приезда II умира без наследници, Стефан I Котроманич управлява еднолично (1287 – 1314). Банът взема за съпруга Елисавета, дъщеря на сръбския крал Стефан Драгутин. атакуван от своите противници, групирани около могъщия род Шубичи, Стефан I Котроманич губи властта през 1314 г. След смъртта му неговата вдовица и синът му Стефан II Котроманич намират убежище в Дубровник, а за бан на Босна е провъзгласен Младен Шубич (1314 – 1322).
През 1318 г. Стефан II Котроманич се завръща от изгнание и повежда борба срещу узурпатора, който е отстранен от властта през 1322 г. По негово време (1322 – 1353) Босна се превръща в значителен политически фактор на Балканите, със стабилна централна власт и бързо развиващо се стопанство, в което особено място заемат рударството и железодобивът. Принуден да приеме сюзеренитета на своя могъщ съсед Унгария, Стефан II Котроманич насочва вниманието си към Сърбия, отнема от нея редица територии и отвоюва излаз на Адриатическо море. Сключва брак с Елжбета, дъщеря на полския крал Кажимеж III. Добрите отношения с Унгария са скрепени чрез брака на дъщеря му Елисавета с овдовелия крал Лайош I Велики.

## Твърдко I (1353 – 1363; 1367 – 1391)
Синовете на Стефан II Котроманич умират преди него и той завещава престола на племенника си Твърдко I (1353 – 1363; 1367 – 1391), първороден син на брат му, княз Владислав Котроманич (†1354) и неговата съпруга Елена Шубич. Поел властта, Твърдко I първоначално е лоялен васал на Унгария и допринася много за успеха ѝ срещу венецианците за добиване на влияние в Далмация. Постепенно добрите отношения се влошават заради засилените териториални претенции спрямо Босна. През 1363 г. унгарците застават зад по-малкия му брат, княз Вук Котроманич, стремящ се да узурпира престола. Твърдко I и майка му Елена са принудени да напуснат страната, а Вук е обявен за бан (1363 – 1367).
През 1367 г. Твърдко I се прибира в страната и си възвръща короната, а Вук се спасява в Дубровник, откъдето до края на живота си не престава да крои интриги срещу брат си. След като през 1371 г. прекъсва сръбската династия Неманичи, Твърдко I издига претенциите си за нейното наследство като правнук на крал Стефан Драгутин. Княз Лазар Хребелянович е принуден да му признае кралската титла през 1377 г., за да го спечели на своя страна в борбата си срещу османските турци. Оттогава титлата „крал“ се утвърждава за владетелите на Босна, които имат съзнанието, че са пазители на сръбската държавност и единство. На запад успява да отнеме от унгарците Далмация и въпреки своята ангажираност Твърдко I подкрепа с войски княз Лазар Хребелянович в знаменитата Косовска битка (1389) срещу турците. Господар на голяма и силна държава, кралят умира без синове от брака си с Доротея, дъщеря на видинския цар Иван Срацимир. Единствената му дъщеря Катерина е омъжена за граф Херман I Цили. Оставя властта на своя племенник Стефан Дабиша (1391 – 1395), син на брат му Вук.

## Стефан Дабиша, Остоя Котроманич, Твърдко II и Стефан Остоич (1391 – 1443)
При новия крал Стефан Дабиша (1391 – 1395) кратковременното могъщества на Босна започва да се руши, а влиятелните велможи налагат централната власт. Загубил Далмация, крал Стефан Дабиша е принуден отново да се признае за васал на Унгария. След като умира без наследници, държавата се управлява еднолично от съпругата му Елена (1395 – 1398). При похода на османските турци през 1398 г. срещу Босна местните велможи я отстраняват от престола и възцаряват Остоя Котроманич (1398 – 1404; 1408 – 1414), вероятно извънбрачен син на Твърдко I. Той също не оправдава надеждите на аристокрацията и през 1404 г. е прогонен от страната, а на негово място е избран Твърдко II (1404 – 1408; 1414 – 1418; 1421 – 1443), друг незаконнороден син на Твърдко I. Основен враг на Босна в началото на новото управление е Унгария, чийто крал Сигизмунд Люксембургски през 1408 г. разгромява босненската войска и отвежда в плен Твърдко II. Освободен през 1414 г. той трябва да се бори за правата си срещу завърналия се и отново поел властта Остоя Котроманич (1408 – 1414) и сина му Стефан Остоич (1418 – 1421).

## Стефан Томаш и Стефан Томашевич Котроманич (1443 – 1463)
След смъртта на Стефан Остоич (1421) борбата за престола поема вторият син на Остоя Котроманич, Радивой (†1443). За да победи Твърдко II е принуден да прибегне до помощта на Унгария, чиято върховна власт трябва да признае. По-страшна за него е опасността от османските турци, на които от 1435 г. започва да плаща данък. Умира през 1443 г. и оставя престола на сина си Стефан Томаш (1443 – 1461).
Стефан Томаш си осигурява съюза на сърбите срещу нарасналата османска опасност, скрепен с брака на първородния му син Стефан Томашевич Котроманич и Мария-Йелача (Елена), дъщеря на деспот Лазар Бранкович. С помощта на Унгария Стефан Томашевич Котроманич е коронован за деспот на Сърбия (1459), във време когато войските на османския султан Мехмед II Фатих постепенно овладяват страната. Управлението му трае само четири месеца. Прогонен от турците, той губи подкрепата и на унгарския крал Матияш Корвин, който вижда в него виновник за загубата на Сърбия. Крал Стефан Томаш е убит тайно от синовете си Стефан Томашевич Котроманич и Радивой. Стефан Томашевич Котроманич се провъзгласява за крал (1461 – 1463), а брат му, недоволен, че той е поел властта, разгласява тайната за смъртта на баща им и бяга при султан Мехмед II. Стефан Томашевич Котроманич започва война с османските турци, но е пленен и убит. Заедно с него загиват синът му Твърдко и други негови роднини. По този начин Босна губи своята държавна независимост и земите ѝ през 1463 г. са присъединени към Османската империя.

## Списък на владетелите от династията Котроманичи – банове и крале на Босна
- бан Приезда I (1254 – 1287)
- бан Приезда II (1287 – 1290) / бан Стефан I Котроманич (1287 – 1314)
- бан Стефан II Котроманич (1322 – 1353)
- бан Твърдко I (1353 – 1363; 1367 – 1391), крал от 1377 г.
- крал Стефан Дабиша (1391 – 1395)
- кралица Елена (1395 – 1398)
- крал Остоя Котроманич (1398 – 1404)
- крал Твърдко II (1404 – 1408)
- крал Остоя Котроманич (1408 – 1414)
- крал Твърдко II (1414 – 1418)
- крал Стефан Остоич (1418 – 1421)
- крал Твърдко II (1421 – 1443)
- антикрал Радивой Остоич (1432 – 1435)
- крал Стефан Томаш (1443 – 1461)
- крал Стефан Томашевич Котроманич (1461 – 1463)